# Politodorcadion ribbei
Politodorcadion ribbei là một loài bọ cánh cứng trong họ Cerambycidae.